# Kypros IV
Kypros IV (ur. po 14 p.n.e.) – księżniczka judejska z dynastii herodiańskiej.
Była córką Antypatra III i Kypros II, córki Heroda Wielkiego, króla Judei. Imię otrzymała po matce.
Data urodzenia Kypros IV nie jest znana. Przypuszcza się, że urodziła się kilka lat przed śmiercią swojego dziadka, który zmarł w 4 p.n.e.
Poślubiła Aleksasa III Helkiasza. Miała z nim synów Juliusza Archelausa i Helkiasza II oraz córkę Kypros V.